# Tramwaje w Sassari

Mapa linii tramwajowej

Tramwaje w Sassari − system komunikacji tramwajowej działający we włoskim mieście Sassari.

## Historia
Tramwaje w Sassari uruchomiono 27 października 2006 na trasie z dworca kolejowego do Emiciclo Garibaldi o długości 2,45 km. Linia ma nietypową szerokość toru wynoszącą 950 mm, a to z powodu planowanego jej wydłużenia po torach kolei wąskotorowej mającej ten rozstaw toru. 10 września 2009 otwarto przedłużenie linii o 1,8 km, którą poprowadzono trasą kolei wąskotorowej. Obecna trasa prowadzi od Emiciclo Garibaldi przez dworzec kolejowy, a następnie po torach kolei wąskotorowej do Santa Maria di Pisa.

## Tabor
Tramwaje w Sassari to 3 wagony produkcji AnsaldoBreda typu Sirio.